# Patterson Heights
Patterson Heights é um distrito localizado no estado norte-americano de Pensilvânia, no Condado de Beaver.

## Demografia
Segundo o censo norte-americano de 2000, a sua população era de 670 habitantes.
Em 2006, foi estimada uma população de 624, um decréscimo de 46 (-6.9%).

## Geografia
De acordo com o United States Census Bureau tem uma área de
0,6 km², dos quais 0,6 km² cobertos por terra e 0,0 km² cobertos por água.

## Localidades na vizinhança
O diagrama seguinte representa as localidades num raio de 4 km ao redor de Patterson Heights.